# ريمون ديفيس
ريمون ديفيس (بالإنجليزية: Raymond Allen Davis)‏ (و. 1974  م) هو دبلوماسي أمريكي.